# 엘리스 가벨
엘리어스 거벨(Elyes Gabel, 영어 발음: /ˈɛliəs ɡəˈbɛl/, 1983년 5월 8일 ~ )은 잉글랜드의 배우, 음악가, 영화 제작자이다.

## 출연 작품

### 영화
- 부기맨 3 (2008)
- 위도우 디텍티브 (2012, Widow Detective)
- 테이크 다운 (2013)
- 월드워Z (2013)
- 모스트 바이어런트 (2014)
- 인터스텔라 (2014)
- 스푹스: MI5 (2015)
- Exit Strategy (2015)
- 저스티스 리그 vs 더 페이탈 파이브 (2019, Justice League vs. the Fatal Five) - 목소리

### 텔레비전
- 캐주얼티 (2001)
- 칠드런 인 니드 (2005)
- Dead Set (2008)
- 아이덴티티: 신분도용범죄수사대 (2010, Identity)
- 더 보르지아 (2011-12)
- 왕좌의 게임 (2011-12)
- 무언의 목격자 (2012)
- 스콜피언 (2014-18)
- 더 메신저스 (2015)
- FBI (2024)